# Cassiopeia csillagkép
A Cassiopeia egy csillagkép az északi égbolton.

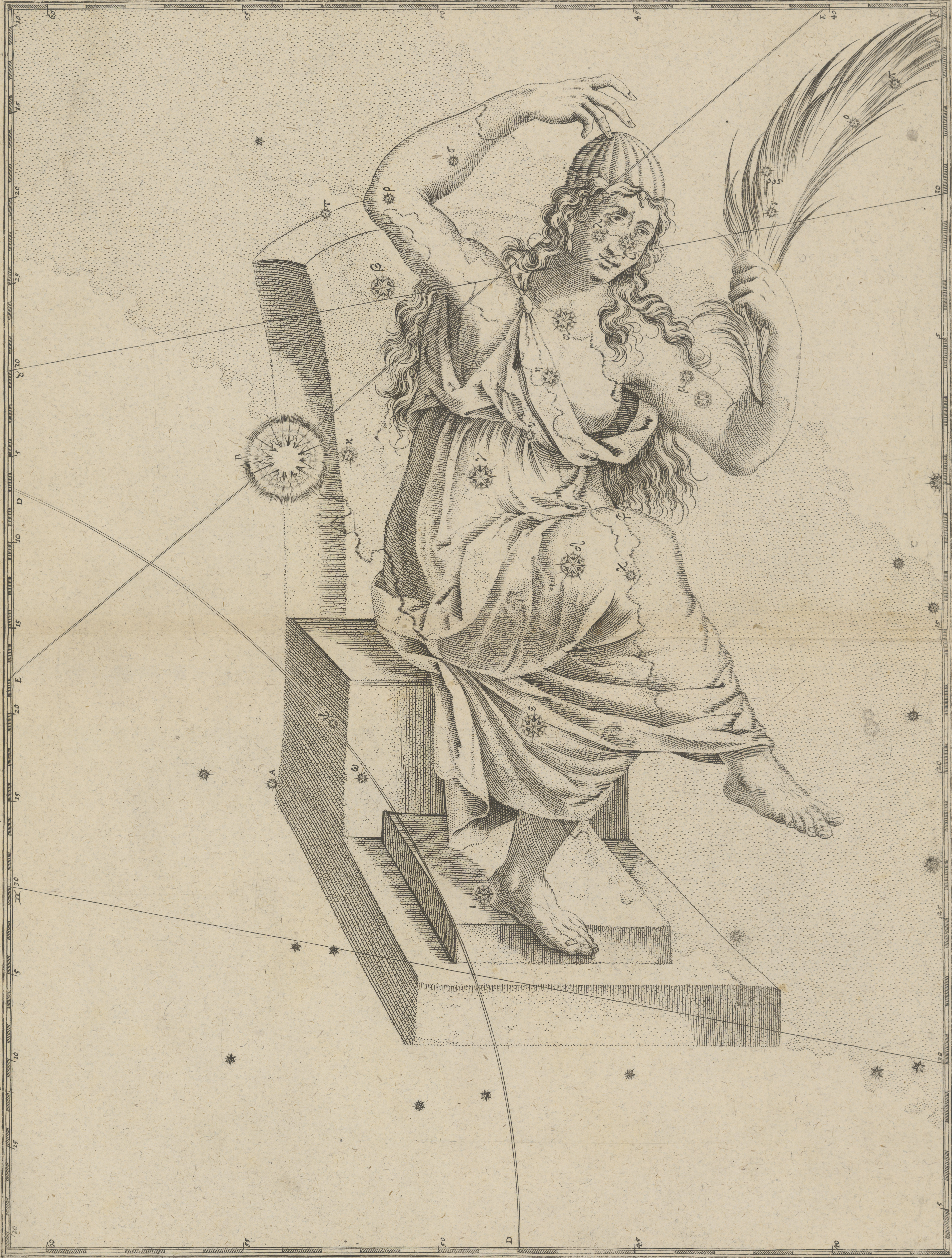
A Cassiopeia csillagkép

A Kassziopeia csillagkép

## Története, mitológia
A csillagkép a görög mitológiában szereplő Kassziopeiáról kapta nevét. Kassziopeia Képheusz aithiopiai király felesége és Androméda anyja volt. A királyné azzal dicsekedett, hogy ő a nimfáknál is szebb. Ezért az istenek megharagudtak rá, és Poszeidón, a tengerek istene egy tengeri szörnyet küldött, amely rengeteg embert elpusztított. A királyi pár egy jósdához fordult, ahol azt a jóslatot kapták: akkor szabadulhatnak meg a szörnytől, ha leányukat feláldozzák neki. Vállalták ezt az áldozatot, és Andromédát kitették egy tengeri sziklára, hogy ott a szörny zsákmányául essék. A hős Perszeusz Androméda segítségére sietett, legyőzte a szörnyet, kiszabadította a leányt, majd feleségül vette. A történet később azzal bővült, hogy Kassziopeiát a trónjához kötözték és fél napig fejjel lefelé lógatták. A történet minden fő szereplője (Cassiopeia, Andromeda, Cepheus, Perseus és a Cet néven) csillagképként látható az égbolton.
A magyar néphagyományban „Korcsma” néven emlegetik. Innen jön ki a „Részegember”.[forrás?]
A csillagkép cirkumpoláris, tehát minden derült éjszakán látható. Helyzetétől függően M vagy W formájú.

## Csillagok
- α Cassiopeiae – arabul Shedir: 2,24 magnitúdós, narancssárga színű, 230 fényév távolságra lévő óriás. K0II színképtípus.
- ß Cas, arab nyelven Caph: 2,28m, F2III színképtípusú, 55 fényév távolságra lévő, fehér színű csillag.
- γ Cas – Cih: kék óriás, változócsillag, szabálytalan időközönként gázhéjat dob le magáról, a fényessége 2m – 3m között ingadozik. B0IV színképtípus. Távolsága 610 fényév. A csillagkép W (vagy M) alakzatának középső csillaga.
- δ Cas – Ruchbah: 2,66m, A5III színképtípusú, kékesfehér, 99 fényévre lévő kettőscsillag, a felbontása amatőr szinten nem lehetséges.
- ε Cas – Navi: 3,3m-s, 440 fényév távolságra lévő kékesfehér óriás.
- η Cas: kettőscsillag, amelyet egy negyedrendű sárga és egy nyolcadrendű vörös színű csillag alkot, kis nyílású távcsővel már észlelhető.
- ι Cas: fehér, ötödrendű csillag nyolcadrendű kísérővel. 100 mm-es nyílású távcsővel és erős nagyítással a fényesebb csillagnak látható egy 7 magnitúdós társa is.
- μ Cas: sárga, ötödrendű csillag 25 fényév távolságban.
- ρ Cas: sárga szuperóriás, 4 év alatt 4m – 5m között változik a fényessége.
- R Cas – változócsillag.
- V509 Cassiopeiae – hiperóriás változócsillag.

## Mélyég-objektumok
- M52 (NGC 7654) nyílthalmaz
- M103 (NGC 581) nyílthalmaz

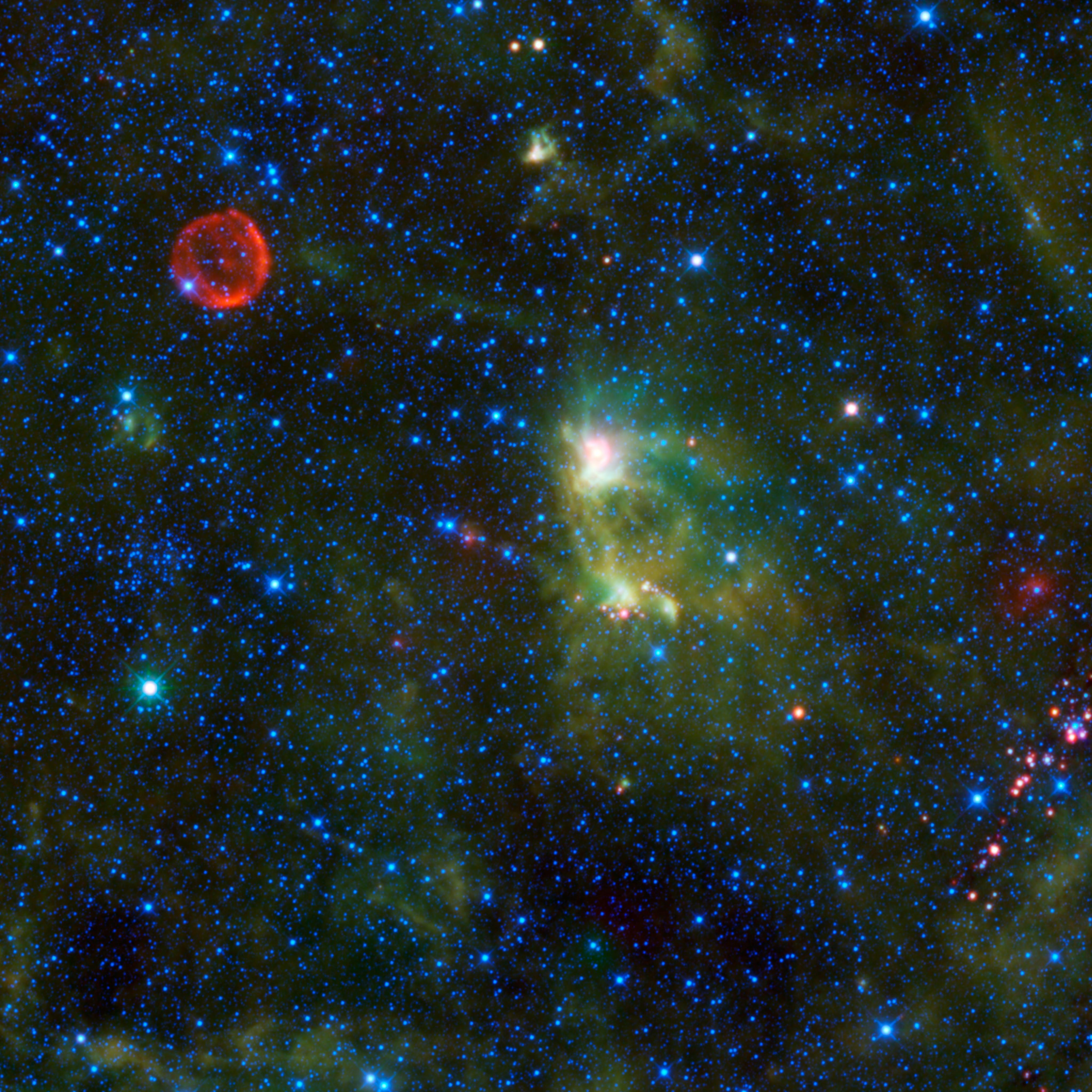
SN 1572 (Tycho szupernóvája)

- NGC 147 törpe szferoidális galaxis
- NGC 185 törpe szferoidális galaxis
- NGC 457 nyílthalmaz
- NGC 281 nyílthalmaz
- NGC 559 nyílthalmaz
- NGC 663 nyílthalmaz
- NGC 7635 diffúz köd

A Kassziopeiában 1572-ben egy szupernóva – a Tycho-csillag vagy SN 1572 – lángolt fel, melynek tudományos leírása Tycho Brahe dán csillagásztól származik.
A csillagképben található még egy szupernóva-maradvány, a mintegy 300 éves Cassiopeia A,  amely a Naprendszeren kívüli legerősebb ismert rádióforrás.

## Érdekességek
Cassiopeia a neve a Párizs és München között közlekedő CNL 40418/40451 City Night Line éjszakai vonatpárnak.